# Jennifer Saunders

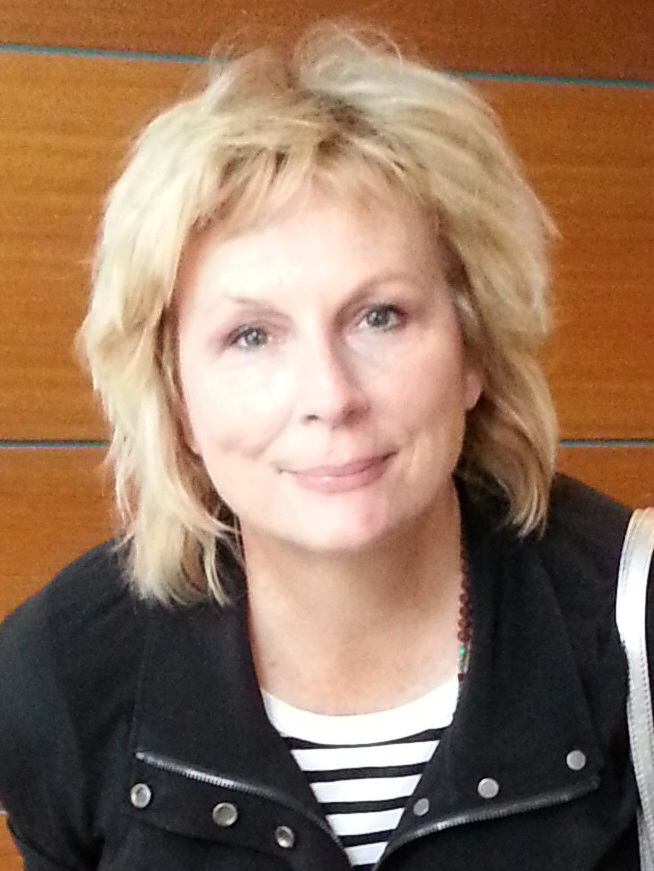
Jennifer Saunders im australischen Melbourne am 23. April 2014

Jennifer Jane Saunders (* 6. Juli 1958 in Sleaford, Lincolnshire) ist eine britische Komikerin, Schauspielerin und Drehbuchautorin.

## Leben und beruflicher Werdegang
Jennifer Saunders absolvierte eine Ausbildung an der Central School of Speech and Drama in London, während der sie ihre spätere Comedy-Partnerin, Dawn French, kennenlernte. Zusammen mit ihr trat sie in den frühen 1980er Jahren im Kabarett The Comedy Store und später im The Comic Strip auf, wo sie zusammen mit einigen weiteren Kollegen ein festes und beliebtes Ensemble bildeten.
Der Erfolg dieser Gruppe brachte sie schließlich 1982 zusammen in dem Format The Comic Strip presents ins Fernsehen. Nach weiteren Auftritten und Erfolgen im Fernsehen schrieben sie und Dawn French 1987 eine eigene Comedy-Serie mit dem Namen French & Saunders, die sofort zu einem großen Erfolg wurde.
Eine Parodie daraus auf die Popband Bananarama führte dazu, dass sie 1989 als Lananeeneenoonoo zusammen mit der parodierten Girlgroup eine Benefizsingle für Comic Relief aufnahmen, die sie in die Top 10 der britischen Charts brachte. Innerhalb der Serie French & Saunders erfolgte auch durch einen Sketch über eine nervtötende Mutter und deren spießige Tochter der Anstoß zu Absolutely Fabulous, einer von Saunders konzipierten Serie, die sogar noch erfolgreicher war und erst kürzlich fortgesetzt wurde. Und auch aus dieser Serie heraus entstand 1994 ein Comic-Relief-Top-10-Hit, diesmal zusammen mit den Pet Shop Boys. 2016 kam Absolutely Fabulous: Der Film (Absolutely Fabulous: The Movie) in die Kinos – neben Jennifer Saunders in den Hauptrollen Joanna Lumley und Julia Sawalha. Der Film ist gespickt mit 60 Cameo-Auftritten von Prominenten, darunter Kate Moss, Dame Edna und Joan Collins.
2003 wurde sie von The Observer als eine der 50 lustigsten Comedians in Großbritannien gewählt. Ein Jahr später sprach sie in Shrek 2 die Fairy Godmother und sang dort mit anderen zusammen den Bonnie-Tyler-Song Holding Out For A Hero.
Außerdem trat sie im Laufe ihrer Karriere in Friends, Roseanne und Spice World, dem Film der Spice Girls, auf.
Sie ist seit 1985 mit ihrem „Comic Strip“-Partner Adrian Edmondson verheiratet. Die beiden haben drei Töchter, Tochter Beattie Edmondson ist auch Schauspielerin.

## Fernsehserien
- 1982–2015: The Comic Strip presents (30 Folgen)
- 1982–1984: The Young Ones (2 Folgen)[1]
- 1985: Happy Families (6 Folgen)
- 1985–1986: Girls on Top (13 Folgen)
- 1987–2007: French & Saunders (48 Folgen)
- 1992–2012: Absolutely Fabulous (40 Folgen)
- 1997: Roseanne (1 Folge, zusammen mit Joanna Lumley)[2]
- 1999: Let Them Eat Cake (6 Folgen)
- 1998: Friends (2 Folgen)
- 2006–2009: Jam & Jerusalem (19 Folgen)
- 2007: The Life and Times of Vivienne Vyle (6 Folgen)
- 2011–2014: This Is Jinsy (11 Folgen)
- 2012: Dead Boss (6 Folgen)
- 2013–2014: Blandings (13 Folgen)
- 2020: Ich schweige für dich (8 Folgen)
- 2024: The Masked Singer (2 Folgen, Gastjurorin)

## Filmografie (Auswahl)
- 1985: Supergrass – Unser Mann bei Scotland Yard (The Supergrass)
- 1987: Eat the Rich
- 1995: Ein Winternachtstraum (In the Bleak Midwinter)
- 1996: Muppets – Die Schatzinsel (Muppet Treasure Island)
- 1997: Spice World – Der Film (Spice World)
- 1999: Fanny und Elvis (Fanny and Elvis)
- 2001: Absolument fabuleux
- 2004: Shrek 2 – Der tollkühne Held kehrt zurück (Shrek 2, Stimme)
- 2006: L’Entente cordiale
- 2007: The Life and Times of Vivienne Vyle (Fernsehserie, 6 Folgen)
- 2008: Coraline (Stimme)
- 2015: Minions (Stimme)
- 2016: Absolutely Fabulous: Der Film (Absolutely Fabulous: The Movie)
- 2016: Sing (Stimme)
- 2018: Ein Mops zum Verlieben (Patrick)
- 2019: Isn’t It Romantic
- 2021: Sing – Die Show deines Lebens (Sing 2, Stimme)
- 2022: Tod auf dem Nil (Death on the Nile)
- 2022: Allelujah
- 2022: The Pentaverate (Miniserie, 4 Folgen)
- 2023: Sumotherhood

## Auszeichnungen
- 2002: Goldene Rose von Montreux – Ehrenrose gemeinsam mit Dawn French
- 2009: Ehrenpreis der British Academy of Film and Television Arts (BAFTA) – gemeinsam mit Dawn French